# Come (chanson)
Pour les articles homonymes, voir Come.
Singles de Jain
Makeba
(2015)
Come est le premier single de la chanteuse française Jain, sorti le 18 mai 2015. Il est tiré de son EP Hope et est inclus dans l'album Zanaka. Cette chanson remporte un grand succès en France où elle est en tête des ventes en février 2016, mais aussi en Pologne où elle a été choisie comme jingle par la chaîne de télévision Polsat.

## Historique
Come est une chanson écrite et composée par Jain en 2008, sept ans avant sa sortie officielle. Elle travaille sur cette musique alors qu'elle est à Pointe-Noire au Congo, dont elle publie une maquette réalisée sur MySpace. Cette maquette est repérée par Yodelice, qui invite alors Jain à le rencontrer. Yodelice va par la suite prendre Jain sous son aile et devenir son producteur.
Ensemble, ils retravaillent cette chanson pour sa sortie officielle en 2015. La version finale est assez proche de cette maquette malgré les sept ans qui les séparent.
Le 18 mai 2015 sort le single Come qui figure sur l'EP Hope et sur l'album Zanaka.
En Pologne, Come est choisie comme jingle par la chaîne de télévision Polsat. De plus, le titre figure dans la bande originale du jeu vidéo NBA 2K17.

## Clip
En juin 2015, Jain publie un clip pour accompagner Come. Tourné à la maison Louis Carré, il est réalisé par Greg & Lio. Le clip montre plusieurs Jain qui chantent Come et contient de nombreux paradoxes visuels.
Le clip rencontre un grand succès en France et en Pologne et a été visionné en janvier 2023 plus de 135 millions de fois sur YouTube.  Il est notamment récompensé au Festival du clip vidéo de Los Angeles où il reçoit le prix des meilleurs effets spéciaux.

## Classements

### Classements hebdomadaires
| Classement (2016-2017)                  | Meilleure position |
| --------------------------------------- | ------------------ |
| Belgique (Wallonie Ultratop 50 Singles) | 5                  |
| Espagne (Promusicae)                    | 35                 |
| France (SNEP)                           | 1                  |
| États-Unis (Adult Alternative Songs)    | 19                 |
| Italie (FIMI)                           | 20                 |
| Saint-Marin (RTV)                       | 2                  |
| Suisse (Schweizer Hitparade)            | 75                 |

### Classements annuels
| Classement (2016)   | Meilleure position |
| ------------------- | ------------------ |
| Belgique (Ultratop) | 51                 |
| France (SNEP)       | 18                 |

## Certifications
| Pays                  | Certifications | Unités certifiées               |
| --------------------- | -------------- | ------------------------------- |
| Canada (Music Canada) | Or             | 40 000                          |
| Espagne (Promusicae)  | Or             | 20 000                          |
| France (SNEP)         | Diamant        | 35 000 000 (équivalents stream) |
| Italie (FIMI)         | 2 × Platine    | 100 000                         |
| Pologne (ZPAV)        | Platine        | 20 000                          |

## Crédits
- Jain : chant, boîte à rythmes
- Yodelice : guitare, basse, piano
- Stéphane Montigny : trombone

## Utilisations
- En 2015, le titre Come est utilisé comme jingle de la chaîne polonaise Polsat[18].
- En 2016, il est le support musical de deux spots publicitaires pour le monospace Renault Scénic[19]. Le titre est aussi utilisé dans un spot publicitaire de la chaîne de grands magasins El Corte Inglés en Espagne[20].Il fait également partie de la bande originale du jeu vidéo NBA 2K17.[réf. nécessaire]

Elle a aussi été utilisé dans l'épisode 2 de la saison 1 de la série Netflix Santa Clarita Diet.